# 重庆市涪陵巴蜀初级中学校
重庆市涪陵巴蜀初级中学校（又称重庆市涪陵巴蜀中学、涪陵巴蜀，简称涪巴），位于重庆市涪陵区艾家坝路6号，是一所经重庆市教委批准，由重庆涪陵区教委举办的全日制公办初级中学。
于1933年由原国民政府四川省主席王缵绪创办，原是一所集幼稚园、小学、初中和高中于一体的闻名遐迩的私立学校。中华人民共和国成立后，由西南军政委员会接办，成为西南局干部子弟学校。1954年西南大区撤销，学校交重庆市教育局直管；1955年8月，巴蜀学校一分为三，中学部定名为重庆市第41中学校。1978年，学校被确定为四川省首批重点中学，1991年恢复校名为重庆市巴蜀中学校。

## 学校规模
重庆市涪陵巴蜀初级中学校占地80亩，分为篮球场、足球场、教学楼、学生公寓、学生食堂、教师食堂、礼堂。教室配有触屏多媒体教学设备。教学楼设有普通教室、微机教室、网络管理中心、劳动教室、办公室、实验室。宿舍配有冷暖空调、厕所、洗漱台、壁柜等。

## 办学
重庆市涪陵巴蜀初级中学校与重庆巴蜀中学同步管理。

### 校训
公正诚朴。